# TV 711

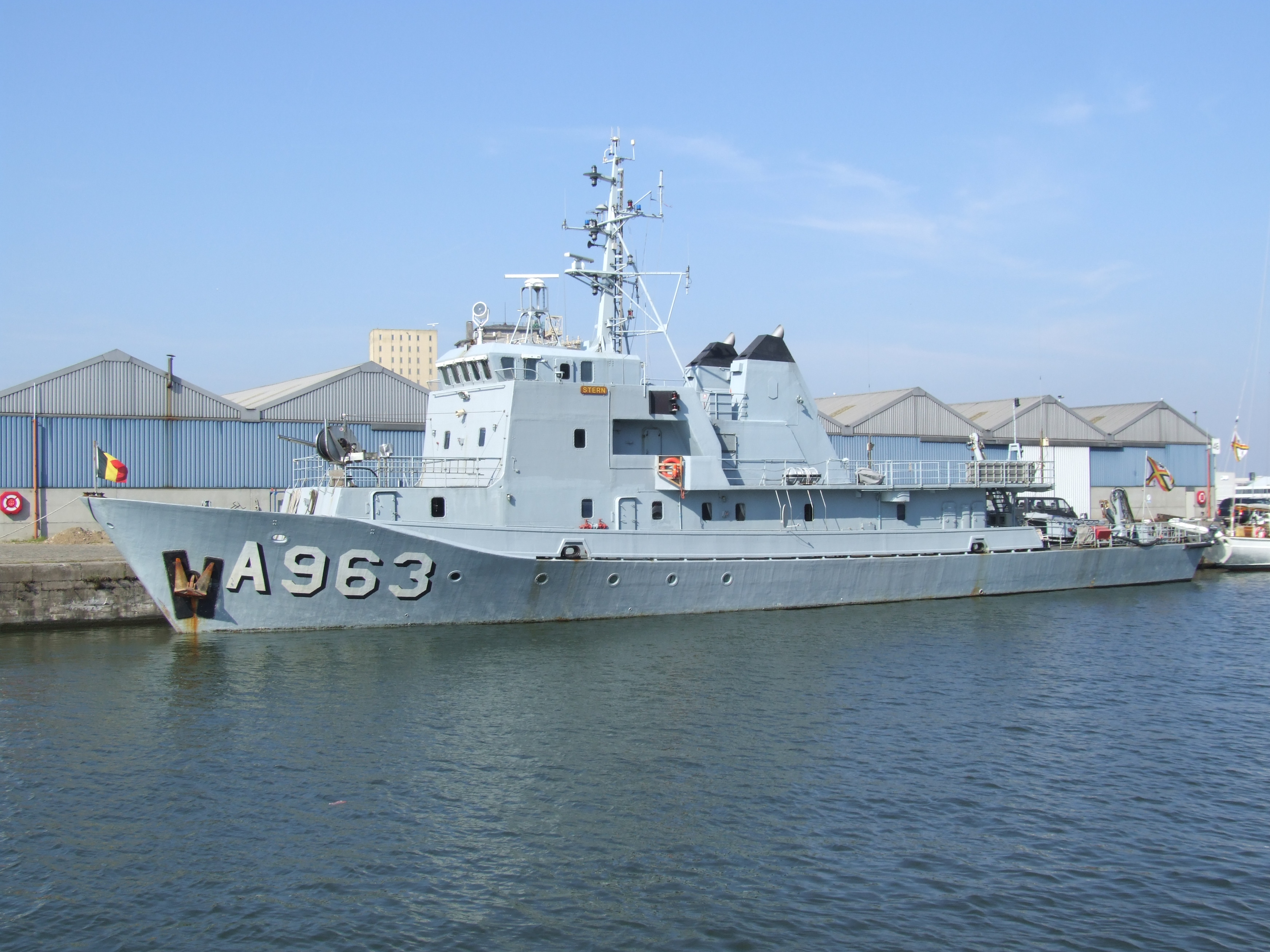
A 963 Stern i Antwerpen, Belgien

TV 711, numera A 963 Stern, är ett patrullfartyg, som ursprungligen byggdes 1980 av Karlskronavarvet som övervakningsfartyg för Tullverket. Fartyget var också förberett för att förses med bestyckning med en 40 mm kanon för att kunna tjänstgöra som eskortfartyg i ofredstid. Hon byggdes på samma skrovform som en projekterad serie minsvepare för flottan, M70, vilken aldrig kom i produktion. Hon och systerfartyget TV 172 projekterades som de dittills största svenska kustbevakningsfartygen och försågs med helikopterplattform och utrymme för en sambandscentral.
När Kustbevakningen etablerades som en självständig myndighet 1988, döptes hon om till KBV 711. Hon var stationerad i Karlskrona. KBV 171 togs ur Kustbevakningens tjänst 1999 och ersattes av KBV 201.
KBV 711 köptes av Belgiens flotta, döptes om till A963 Stern och togs i tjänst i Zeebrygge oktober 1998 som patrull- och fiskeuppsyningsfartyg.
A963 Stern togs ur tjänst i den belgiska flottan i september 2014. Efter försäljning till företaget Sovereign Charterers Ltd på Malta, har hon klassats som fiskeövervakningsfartyg med Vanuatu som flaggstat. Hon hyrs ut som charterfartyg, fortfarande med namnet A963 Stern.